# Jordan Hinson
Jordan Danielle Hinson (El Paso Texas 4 juni 1991) is een Amerikaans actrice.

## Biografie
Hinson was ervan overtuigd een carrière te krijgen als turner in de gymnastiek. Later besloot ze dat ze liever wilde acteren en ze verhuisde naar Los Angeles. Hier kreeg ze rollen in televisiereclames. Ze had in 2004 een hoofdrol in de onbekende film Dumping Ground en brak in 2005 door met de hoofdrol in de Disney Channel Original Movie Go Figure. In 2006 was ze te zien in Glass House: The Good Mother en tot 2012 had ze een rol in de televisieserie Eureka. In 2018 schreef ze de komedie Breaking & Exiting, waarin ze tevens een hoofdrol speelde.
- Gemeinsame Normdatei: 1180749359
- International Standard Name Identifier: 0000 0000 4657 1598
- Library of Congress Control Number: no2008174804
- Virtual International Authority File: 44127668
- WorldCat: E39PBJyMjGR4HpfpbWy4MTFFrq